# "white"
『"white"』（ホワイト）は、1978年7月にリリースされた井上陽水の6枚目のオリジナル・アルバムである。

## 解説
- 井上陽水は1977年に逮捕され執行猶予の判決を受けたが、その執行猶予期間中にリリースされた2年4ヶ月ぶりのオリジナル・アルバムである。「青い闇の警告」「ミス コンテスト」は陽水が留置場で作った。
- 1985年に初めてCD化され、1990年、2001年にも再リリースされている。

## 収録曲

### LPレコード
| 全作詞・作曲: 井上陽水、全編曲: 星勝。 |                     |          |            |      |
| #                                      | タイトル            | 作詞     | 作曲・編曲 | 時間 |
| 1.                                     | 「青い闇の警告」    | 井上陽水 | 井上陽水   | 5:32 |
| 2.                                     | 「ミス コンテスト」 | 井上陽水 | 井上陽水   | 5:27 |
| 3.                                     | 「white」           | 井上陽水 | 井上陽水   | 2:55 |
| 4.                                     | 「愛の装備」        | 井上陽水 | 井上陽水   | 4:47 |
| 5.                                     | 「迷走する町」      | 井上陽水 | 井上陽水   | 4:19 |
| 合計時間:                              | 合計時間:           | 23:00    |            |      |

| 全作詞・作曲: 井上陽水（#3、作詞: 白石ありす）、全編曲: 星勝。 |                         |                                   |                                   |      |
| #                                                              | タイトル                | 作詞                              | 作曲・編曲                        | 時間 |
| 1.                                                             | 「ダンスの流行」        | 井上陽水（#3、作詞: 白石ありす ） | 井上陽水（#3、作詞: 白石ありす ） | 3:54 |
| 2.                                                             | 「甘い言葉ダーリン」    | 井上陽水（#3、作詞: 白石ありす ） | 井上陽水（#3、作詞: 白石ありす ） | 4:39 |
| 3.                                                             | 「暑い夜」              | 井上陽水（#3、作詞: 白石ありす ） | 井上陽水（#3、作詞: 白石ありす ） | 4:37 |
| 4.                                                             | 「灰色の指先」          | 井上陽水（#3、作詞: 白石ありす ） | 井上陽水（#3、作詞: 白石ありす ） | 5:16 |
| 5.                                                             | 「Bye Bye Little Love」 | 井上陽水（#3、作詞: 白石ありす ） | 井上陽水（#3、作詞: 白石ありす ） | 4:59 |
| 合計時間:                                                      | 合計時間:               | 23:25                             |                                   |      |

### CD, 音楽配信
| 全作詞・作曲: 井上陽水（#8、作詞: 白石ありす）、全編曲: 星勝。 |                         |                                  |                                  |      |
| #                                                              | タイトル                | 作詞                             | 作曲・編曲                       | 時間 |
| 1.                                                             | 「青い闇の警告」        | 井上陽水（#8、作詞: 白石ありす） | 井上陽水（#8、作詞: 白石ありす） | 5:32 |
| 2.                                                             | 「ミス コンテスト」     | 井上陽水（#8、作詞: 白石ありす） | 井上陽水（#8、作詞: 白石ありす） | 5:27 |
| 3.                                                             | 「white」               | 井上陽水（#8、作詞: 白石ありす） | 井上陽水（#8、作詞: 白石ありす） | 2:55 |
| 4.                                                             | 「愛の装備」            | 井上陽水（#8、作詞: 白石ありす） | 井上陽水（#8、作詞: 白石ありす） | 4:47 |
| 5.                                                             | 「迷走する町」          | 井上陽水（#8、作詞: 白石ありす） | 井上陽水（#8、作詞: 白石ありす） | 4:19 |
| 6.                                                             | 「ダンスの流行」        | 井上陽水（#8、作詞: 白石ありす） | 井上陽水（#8、作詞: 白石ありす） | 3:54 |
| 7.                                                             | 「甘い言葉ダーリン」    | 井上陽水（#8、作詞: 白石ありす） | 井上陽水（#8、作詞: 白石ありす） | 4:39 |
| 8.                                                             | 「暑い夜」              | 井上陽水（#8、作詞: 白石ありす） | 井上陽水（#8、作詞: 白石ありす） | 4:37 |
| 9.                                                             | 「灰色の指先」          | 井上陽水（#8、作詞: 白石ありす） | 井上陽水（#8、作詞: 白石ありす） | 5:16 |
| 10.                                                            | 「Bye Bye Little Love」 | 井上陽水（#8、作詞: 白石ありす） | 井上陽水（#8、作詞: 白石ありす） | 4:59 |
| 合計時間:                                                      | 合計時間:               | 46:25                            |                                  |      |